# Brandon Manilow
Brandon Manilow (* 5. ledna 1983, Brno) je český model a pornoherec pracující pro společnost Bel Ami. První video, Personal Trainers 5, v němž hrál s Filipem Trojovským, natočil v roce 2002 ve svých 19 letech.

## Profil
Manilow preferuje v análním sexu aktivní pozici, v žádném filmu nebyl v pasivní pozici. S Alexem Oriolim také vystupoval ve scéně bez použití kondomu; reakcí na vyvolanou kritiku byla zpráva, že spolu v době natáčení filmu Orioli a Manilow už půl roku žili. Podle profilu na stránkách Bel Ami studoval na sportovní škole, což vysvětluje jeho výbornou fyzickou kondici.

## Filmografie
- Personal Trainers 5, A+ (2002, 2005)
- Out at Last 4: Bazaar (2003)
- Greek Holiday 2: Cruising Mykonos (2004)
- Enchanted Forest (2005)
- Lukas in Love 1, 2 (2005)
- Flings 2, 3 (2006, 2007)
- No Experience Necessary (2006)
- Out in Africa 1 (2006)
- Pillow Talk 1 (2006)
- Piña Colada (2006)
- The Private Life of Brandon Manilow (2007)
- Too Many Boys 2 (2007)
- French Kiss  (2008)
- Lemonade (2008)
- 5 Americans in Prague (2009)
- Taboo: The Peters Twins (2009)
- Seriously Sexy 1, 2 (2009, 2010)

## Fotopublikace
- Freshmen July 2005
- Freshmen March 2006
- Freshmen 15 Years
- Freshmen 2007 Calendar
- Freshmen Present : Bel Ami Next Generation
- Mandate April 2005
- Mandate Dec 2005
- Mandate April 2006
- Mandate Special 35 – Bel Ami : Behind The Scenes
- Mandate Special 75 – Mandate Present Bel Ami
- Bruno Gmunder: Bel Ami – Summer Diary 2003
- Bruno Gmunder: Bel Ami – New Generation 2003
- Bel Ami: New Generation Calendar 2004
- Bel Ami: Summer Diary Calendar 2005
- Howard Roffman: The Boys of Bel Ami 2007
- Howard Roffman: The Boys of Bel Ami Calendar 2008

## Ocenění a nominace
- 2008 Golden Dickie Awards: nominace na Best Major Studio Twink Performer – Top za film Too Many Boys 2 (Bel Ami).[1]
- 2009 GayVN Awards: nominace na Best Actor – Foreign Release za film The Private Life of Brandon Manilow (Bel Ami).[2][3][4]